# Pero ya no
«Pero ya no» es una canción del cantante puertorriqueño Bad Bunny de su segundo álbum de estudio YHLQMDLG (2020). Fue lanzado el 3 de marzo de 2020 como el quinto sencillo del álbum. La canción fue escrita únicamente por Benito Martínez, Gabriel Mora, José Cruz, Freddy Montalvo y Jesús Prato y fue producida por Subelo NEO, EMG y Dex Wright.

## Promoción y lanzamiento
El 28 de febrero de 2020, Bad Bunny anunció su segundo álbum de estudio que se reveló como YHLQMDLG durante su actuación y aparición como invitado en The Tonight Show Starring Jimmy Fallon, que se lanzó al día siguiente.

## Desempeño comercial
Tras el lanzamiento de su álbum principal, «Pero ya no» se ubicó en el número 63 en el Billboard Hot 100 de EE. UU. con fecha del 14 de marzo de 2020, convirtiéndose en la sexta pista con mayor ranking de YHLQMDLG, además de alcanzar el puesto número 8 en la lista de Hot Latin Songs de EE. UU. en la fecha de publicación del 14 de marzo de 2020. En España, «Pero ya no» alcanzó el puesto 14.

## Visualizador de audio
Un video visualizador de la canción se subió a YouTube el 29 de febrero de 2020, junto con los otros videos visualizadores de las canciones que aparecieron en YHLQMDLG.

## Video musical
El 3 de marzo de 2020 se lanzó en YouTube un video musical de «Pero ya no».

## Posicionamiento en listas
| Lista (2020)                | Mejor posición |
| --------------------------- | -------------- |
| España (PROMUSICAE)         | 14             |
| EE.UU Billboard Hot 100     | 63             |
| Hot Latin Songs (Billboard) | 8              |

| Lista (2020)                        | Posición |
| ----------------------------------- | -------- |
| EE. UU. Hot Latin Songs (Billboard) | 49       |